# 波伊 (印第安納州)
波伊（英語：Poe）是位於美國印地安納州艾倫縣的一個非建制地區。該地的面積和人口皆未知。

## 地理
波伊的座標為40°56′09″N 85°05′13″W / 40.93583°N 85.08694°W，而該地的平均海拔高度為243米（即797英尺）。